# Daj na zgodę
Daj na zgodę – album studyjny polskiego zespołu muzycznego Arka Noego, wydany 2 czerwca 2003 roku przez GM Records.
Album w Polsce otrzymał status platynowej płyty w 2003 roku.

## Lista utworów
Do albumu należą piosenki:
1. Nie lękaj się
2. Weź mnie na ręce
3. Daj na zgodę
4. Pokochałem cię
5. Słońce zza chmury
6. Chciałem dobrze
7. Niedziella
8. Wojna jest zła
9. Uwielbiam
10. Moje serce śpi
11. Duchu święty pocieszaj mnie
12. O stworzycielu duchu przyjdź

## Certyfikaty
| Kraj          | Certyfikat      |
| ------------- | --------------- |
| Polska (ZPAV) | platynowa płyta |